# Західновірменська мова
Західновірменська мова (зах-вірм. Արեւմտահայերէն, трансліт. Arevmdahayeren [ɑɾɛvmədɑhɑjɛˈɾɛn])  — одна з двох стандартизованих форм сучасної вірменської мови, інша — східновірменська. Заснована переважно на стамбульському вірменському діалекті, на відміну від східновірменської, яка переважно ґрунтується на єреванському вірменському діалекті.
До початку 20-го століття в Османській імперії розмовляли різними західновірменськими діалектами, переважно в історично населених вірменами регіонах Західної Вірменії. Діалектні різновиди західновірменської мови, які зараз використовуються, включають діалект яким розмовляють представники етнічної групи гемшинів ; діалекти вірмен у Кессабі, Латакії та Джіср-аль-Шугурі у Сирії, Анджарі в Лівані та Стамбулі й Вакіфлі в Туреччині (частина діалекту «суейдія»). Діалекти сасун та муш також поширені в сучасних вірменських селах, таких як Базмаберд і Саснашен. Кілікійським діалектом також розмовляють на Кіпрі, де його викладають у вірменських школах (нарег), й він є рідною мовою для бл. 3000 осіб вірменського походження.
Формами каринського діалекту західної вірменської мови розмовляють кілька сотень тисяч людей у Північній Вірменії, переважно в Гюмрі, Артику, Ахуряні та близько 130 сіл у провінції Ширак, а також вірмени краю Самцхе-Джавахетія Грузії (Ахалкалакі, Ахалцихе).
Західновірменська мова — переважно діаспорна й не є офіційною мовою жодної держави. Їй загрожує зникнення, оскільки носії мови поступово відходять від неї під впливом асиміляції у приймаючих країнах. За даними Ethnologue, кількість носіїв становить 1,58 мільйона переважно в Туреччині, Вірменії, Грузії, Лівані та Іраку. Мова класифікується як 6b (тобто під загрозою зникнення, з перервами в передачі між поколіннями).

## Класифікація
Західновірменська мова є індоєвропейською мовою, що належить до вірменської гілки сім'ї, поряд зі східною та класичною вірменською мовами. Відповідно до Glottolog, антіохійський, артіальний, малоазіатський, болу, амшенський, кілікіенський, муш-тігранакертський, станозський, ваніцький та йозгатський є основними діалектами західної вірменської мови.
Східновірменська та західновірменська мови здебільшого є зрозумілими для освічених або грамотних користувачів іншої, тоді як неписьменні чи напівписьменні користувачі цих мов можуть мати труднощі з розумінням іншого варіанту. Однією з фонологічних відмінностей є те, що дзвінкі стопи у східновірменській мові є глухими у західновірменській.

## Мовці

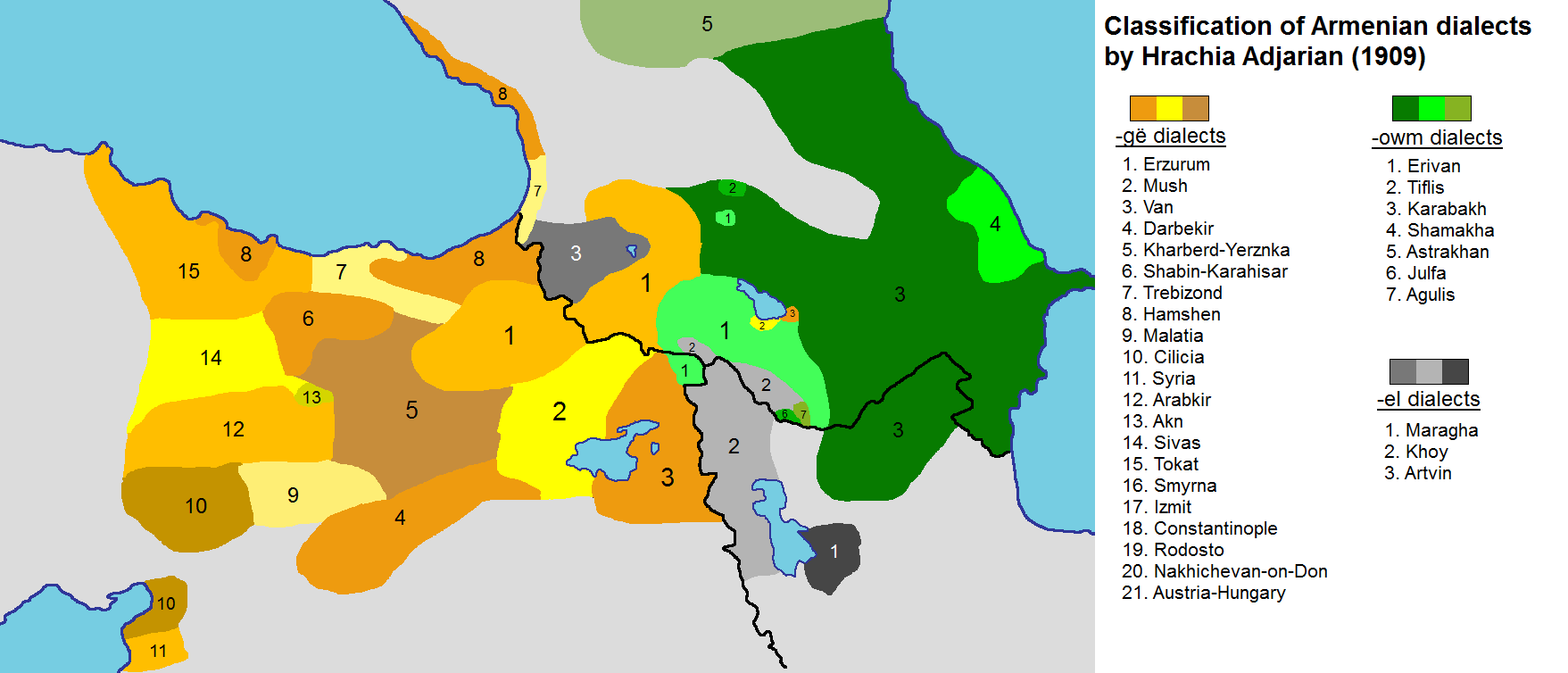
Карта вірменських діалектів на початку 20 століття: діалекти -gë, що відповідають західновірменській, позначено жовтим кольором.

Західновірменською мовою розмовляють вірмени більшої частини Південно-Східної Європи та Близького Сходу, за винятком Ірану та Ростова-на-Дону на Росії. Це загрожена мова, яка рідною є лише невеликому відсотку вірмен у Туреччині (особливо Стамбулі): 18 % серед спільноти загалом і 8 % серед молоді. У Лівані (Бейрут), Сирії (Алеппо, Дамаск), Каліфорнії (Фресно, Лос-Анджелес) і Франції (Марсель) є помітна діаспора L2, яка розмовляє західноювірменською мовою.
Раніше західновірменська мова була домінуючим вірменським різновидом, але в результаті геноциду вірмен носії західновірменської були здебільшого вбиті або вислані. Ті, хто втік до Східної Вірменії, тепер розмовляють або східновірменською, або мають диглосну ситуацію між західновірменськими діалектами в неофіційному вживанні та східновірменським стандартом. Єдиним західновірменським діалектом, яким досі розмовляють у Західній Вірменії, є діалект гомшеці, оскільки представники етнічної групи гемшинів, які були новонаверненими мусульманами, не стали жертвами геноциду вірмен.
Західновірменська мова не лише переважає серед вірмен на Близькому Сході, вірмени, що живуть у Південно-Східній Європі/Балканах, переважно в Болгарії, Румунії, Греції та Туреччині (Стамбул), є західновірменомовними, що мігрували рятуючись від геноциду. Історично у Республіці Молдові була присутність західних вірмен (кілікійців).
21 лютого 2009 року, у Міжнародний день рідної мови, ЮНЕСКО випустило нове видання Атласу мов світу, що перебувають у небезпеці, у якому західновірменська мова в Туреччині була визначена як мова, що перебуває під загрозою зникнення.

## Сучасні мовці
Місто Гюмрі у сучасній Вірменії, прийняло велику кількість вірменських біженців, які втекли з Османської імперії від геноциду вірмен. Багато з цих людей говорили на карінському діалекті вірменської мови, яким розмовляють у Гюмрі, але з часом багато східновірменських і російських слів було запозичено у цей діалект. Була також хвиля західних вірмен, з Близького Сходу, які переїхали до Радянського Союзу, переважно до Радянської Вірменії. Багато з них асимілювалися у східно-вірменському діалекті.

### Загроза та суперечки
У зв'язку з тим, що західновірменську мову оголошено мовою, що перебуває під загрозою зникнення, у Лос-Анджелесі, де компактно проживають західні вірмени, нещодавно почалися спроби відродити цю мову.
Шушан Карапетян у своїй оцінці як східного, так і західного діалектів вірменської мови робить висновок, що рідні мови, в умовах панівного англійського суспільства, швидко вимирають протягом не більше ніж двох поколінь, називаючи Америку «мовним кладовищем». Згідно з даними перепису населення США, відсоток людей вірменського походження, які розмовляють вдома західновірменською, швидко знизився з 25 % у 1980 році до 16 % у 2000 році.

## Орфографія
Західновірменська мова використовує класичну вірменську орфографію, також відому як традиційна орфографія Маштоца. Реформа вірменської орфографії, широко відома як абегська орфографія, була запроваджена у Вірменській Радянській Соціалістичній Республіці та досі використовується більшістю східновірменомовних із сучасної Вірменії. Однак її не прийняли носії східновірменської мови в Ірані та їхня діаспора, а також носії західної вірменської мови, за винятком періодичних видань, що виходили в Румунії та Болгарії під час комуністичних режимів.

## Нотатки
1. ↑  Вимовляється Arevmtahayeren [ɑɾɛvmətɑhɑjɛˈɾɛn] східновірменською та пишеться արևմտահայերեն вірменським реформованим правописом.

### Західновірменські онлайн-словники
- Nayiri.com (Бібліотека вірменських словників):
  - Բառգիրք հայերէն լեզուի преподобного Антраніга Граніана (близько 18 000 термінів; опубліковано в 1998 році в Бейруті). Чудовий словник для студентів.
  - ՀԱՅՈՑ ԼԵԶՈՒԻ ՆՈՐ ԲԱՌԱՐԱՆ опубліковано у двох томах у Бейруті в 1992 році (близько 56 000 заголовних слів). Можливо, найкращий західновірменський словник, доступний на даний момент.
  - ՀԱՅԵՐԷՆ ԲԱՑԱՏՐԱԿԱՆ ԲԱՌԱՐԱՆ Степана Малхасянца (близько 130 тис. записів). Один з найкращих вірменських словників. (Визначення подано східновірменською мовою, але включають західновірменські значення заголовних слів.)
  - ՀԱՅԵՐԷՆ ԱՐՄԱՏԱԿԱՆ ԲԱՌԱՐԱՆ Грачія Ачарян (5062 кореня слів). Остаточне дослідження історії та походження коренів слів у вірменській мові. Також містить пояснення кожного кореня слова, як воно використовується сьогодні. (Пояснення наведено східновірменською мовою, але кореневі слова охоплюють всю вірменську мову, включаючи західновірменську.)
  - Вірмено-англійський словник (близько 70 000 статей).
  - Англо-вірменський словник (близько 96 000 статей).
  - Вірмено-французький словник (близько 18 000 статей).
  - Французько-вірменський словник (близько 20 000 статей).